# 1975년 하이청 지진
1975년 하이청 지진(중국어: 海城地震)은 중화인민공화국 랴오닝성 하이청시에서 발생한 모멘트 규모 7.0, 최대진도 X의 대지진이다. 탄루 단층대에서 일어난 지진이다. 지진 예측에 성공한 유일한 지진이다.

## 개요
100년 넘게, 만주 지방의 랴오닝성에서는 큰 지진은 없고 비교적 중간급 지진만 몇 번 일어났는데 1974년 초부터 미진이 점차 강해지기 시작했다. 그해 첫 5개월 동안 중국 과학자들은 일반적인 숫자의 5배를 측정했다. 그리고 이 지역 상당 부분이 융기되어 북서쪽으로 기울어 있다는 사실과 지구의 자기장이 이 지역에서 더 강해졌다는 사실을 발견했다. 더불어 지하의 전류 수치와 지하수 높이가 비정상적이라는 것도 발견했다. 베이징 국립지진청은 랴오닝에서 2년 안에 중진에서 강진이 일어날 것이라는 예보를 발령했다. 12월 22일 한번 더 지진이 발생했다. 예측이 더욱 상세해져 주요 산업항구인 잉커우시 어딘가에서 1975년 앞의 6개월 안에 규모 5.5~6의 지진이 일어날 것이라는 예측이었다. 
문제의 지역 전역에서 동물들이 기묘하게 행동하기 시작했다. 뱀들이 동면 시기가 끝나기도 전에 깨어나 눈 속에서 얼어죽었다. 흥분한 쥐들이 집단으로 출몰하고 우물이 끓어올랐다. 72시간 동안 500번의 수많은 미진이 기록되었고 진동이 점차 강해져 1975년 2월 4일 아침 7시 51분 규모 5.1에 이르렀다. 이후 저녁 무렵에 지진 활동이 잦아들었다. 잉커우 시 지진청 청장이자 전직 군인인 차오 시안칭과 아침 8시 15분 긴급회의를 연 지역 중국공산당 간부들은 그의 강력한 설득으로 피난을 결정했다. 2월 4일 오후 2시 300만 명이 집을 나와 야외에서 밤을 보내라는 지시를 받았고 남부 랴오닝 시민들은 지시에 따랐다. 하이청시에서는 진동을 관찰한 사람들이 그리 급박하다고 생각하지 않아서 피난은 광범위하게 이루어지지 않았다. 이날 차오 시안칭은 지진이 오후 8시 이전에 일어날 것이고 오후 7시에 규모 7, 8시에 규모 8의 지진이 일어날 것이라고 예측했다.
오후 7시 36분에 모멘트 규모 7.0의 지진이 발생해 하늘이 불빛으로 반짝거렸고 높이 4.5 m의 물줄기와 모래가 허공으로 솟구쳤다. 대부분이 피신을 한 덕분에 상대적으로 훨씬 적은 사망자가 나왔다. 그러나 미처 대피하지 못한 사람들과 저체온증 등으로 2천여 명이 사망했다. 또한 이 지진으로 대한민국에서 일본 기상청 진도 2~3의 진동이 감지됐고, 진동 시간도 6분 20초로 매우 길었다고 한다. 다만 대피하지 않은 것보다 훨씬 생명을 많이 구한 것은 분명하다.
1975년 베이징에서 나온 발표에 따르면 하이청 지진은 예측에 성공해서 수천 명의 생명을 구했다. 그러나 이후의 주장에 따르면 차우 시안칭은 과학적 이론을 기반으로 지진의 타이밍과 규모를 상세히 예측했던 것이 아니라 그냥 감에 따라 행동했던 것으로 보인다.

## 같이 보기
- 중국의 지진 목록
- 지진 예측